# Piotr Licznerski
Piotr Licznerski (10 de enero de 1986) es un deportista polaco que compitió en remo. Ganó tres medallas en el Campeonato Europeo de Remo entre los años 2009 y 2013.

## Palmarés internacional
| Campeonato Europeo | Campeonato Europeo  | Campeonato Europeo | Campeonato Europeo |
| Año                | Lugar               | Medalla            | Prueba             |
| ------------------ | ------------------- | ------------------ | ------------------ |
| 2009               | Brest (Bielorrusia) | Medalla de bronce  | Cuatro scull       |
| 2011               | Plovdiv (Bulgaria)  | Medalla de bronce  | Cuatro scull       |
| 2013               | Sevilla (España)    | Medalla de plata   | Cuatro scull       |